# ISZ–1
Az ISZ–1 (cirill betűkkel: Иocиф Сталин, azaz Joszif Sztálin), korábbi jelzéssel ISZ–85 szovjet nehéz harckocsi, a ISZ-harckocsisorozat első típusa, melyet a második világháború második felében fejlesztettek ki és gyártottak. 1943 őszén mutatták be a szovjet hadvezetésnek, októbertől gyártották és két hónap múlva, decemberben már le is álltak vele, továbbfejlesztett változatának, az ISZ–2-nek adva át a termelési prioritást, melyet novembertől kezdtek gyártani. Elődtípusa a KV–85 volt. Az új, egymásra épülő ISZ-harckocsisorozattal kívánta a szovjet vezetés biztosítani a mennyiségi fölényt és minőségi egyensúlyt a német harckocsikkal szemben.
A szovjet nomenklatúra szerint nehéz harckocsinak minősült, de a német rendszerben ez a típus még a közepes harckocsi kategóriába volt sorolva.

## Fejlesztési története
A szovjet hadvezetés számára 1942-ben világossá vált, hogy a KV-sorozat fejleszthetősége elérte korlátait. Egy új járműcsaládot kell kialakítani az előd hátrányait kiküszöbölve, nagyobb páncélvédelemmel és hatékonyabb tűzerővel kell ellátni kisebb össztömeg mellett. Márciusban KV–13 jelzéssel egy továbbfejlesztett változatot teszteltek, augusztusban leállították a KV–1 gyártását. A fejlesztés egyértelmű célja a kisebb össztömeg melletti nagyobb páncélvédelem elérése. A fejlesztési zsákutcák ellenére a tervezést tovább folytatták, különösen a szeptemberben, a leningrádi frontszakaszon zsákmányolt új német Pz. VI harckocsi vizsgálata után vált igazolttá a szovjet fejlesztési koncepció. Az új prototípusok problémái jellemzően a motor, a sebességváltó és a tengelykapcsoló körül csoportosultak. A Panzer VI Tiger részleges, de mégis sikeres megjelenése a leningrádi térségben és Észak-Afrikában tette szükségessé a fejlesztési folyamat gyorsítását, 1943 februárjában már a fejlesztési tervet az állam- és pártvezető Sztálin után nevezték el. Az új változatokat március-áprilisban már csapatpróbák alá vetették. A júliusi kurszki csatában bevetett új német harckocsitípusok (Pz. V és Pz. VI) megerősítették a szovjet vezetés aggodalmát: a meglevő harckocsitípusaik nem lesznek képesek fölényre szert tenni az új német harckocsik tömeges alkalmazásakor. Az ütközetsorozatot követően Sztálin nyomására augusztusban már sorozatgyártásba vették ISZ–85 néven, de igazából egy köztes megoldás volt, a SZU–122-vel és a SZU–152-vel együtt, a 122 mm-es harckocsiágyúval felszerelt ISZ–2 novemberi gyártásba vételéig. A 237-es objektum (Объект 237), későbbi nevén ISZ–85, sorozatgyártásának szűk három hónapja alatt mindössze 107 darabot építettek, ami meglehetősen csekély mennyiség. Ebből fakadóan egyedül a gárda-„nehéz áttörő”-alakulatokat szerelték fel velük.
A harckocsitípust a cseljabinszki 100. Kirov Gyár gyártotta (CSKZ, vagy más nevén Tankograd).

## Felépítése

### Páncélzat
A jármű homogén hengerelt acélpáncél-lemezekből és öntöttacél elemekből hegesztve készült. A harckocsitest haspáncéljának mellső harmada 30 mm-es, a többi 20 mm-es lemezből készült, a homlokpáncél alsó része 60/30 fokban döntött 100 mm-es, a középső részét 18/72 fokban döntött 70, majd 60 mm-es, a felső részét 60 fokban döntött 110 mm-es lemezekből készítették. A homlokpáncél kialakításának három változatát próbálták ki. A farpáncél 60 mm-es lemezekből készült két részre osztva, 41/49 és 49/41 fokban döntve. Az oldalpáncél-lemezek 90 mm-es lemezekből készültek, a lánctalp feletti részek 25 mm-esek. A torony oldalfal-vastagsága 100 mm, a toronytetőé 30 mm. A típuson a szovjet harcjárművekre jellemző külső kötényezést nem alkalmaztak.

### Fegyverzet
1943 nyarán kétféle 85 mm-es harckocsiágyút próbáltak ki a prototípusokban. Az SZ–18-at és a D–5T-t, melyek közül végül utóbbit választották végleges változatnak. Az SZ–18-at már a SZU–85 rohamlövegben alkalmazták, amely a kurszki csata után egy hónappal már szolgálatba állt. Ezt a D–5T-t építették be később a T–34 új öntöttacél tornyába is (T–34-85).

## Harci alkalmazása
Az első bevetéseiket az Ukrajna felszabadításáért indított offenzívákban hajtották végre 1944 elején, melyben a Pantherekkel és Tigerekkel szembeni szereplésük nem volt túl sikeres. Ez köszönhető a harcászati és hadműveleti vezetési hibák sorozatainak, melyben a védelembe helyezett német harckocsikat eredményesebben alkalmazták.
A típus első bevetése 21 harckocsival a cserkasszi katlancsata során történt 1944. február 15-én Liszjanka falu mellett, de kudarccal végződött. Ugyanis az álcázott Panther harckocsik és StuG III rohamlövegek (ekkor már páncélvadász szerepkörben) minden támadó járművet kilőttek. Minden kilőtt harckocsi átlagosan hét találatot kapott a németektől. A falut a szovjet csapatok csak a következő napon tudták elfoglalni, miután a németek az üzemanyagkészleteik kifogyása miatt csapataik kimentése után feladták.
Az első Tigrisekkel való összecsapás 1944. március 4-én zajlott le Sztaro-Konsztantyinovnál, ahol az 503. nehézpáncélos-osztály (schwere Panzerabteilung 503) harckocsijai állomásoztak. Egy ISZ–1-et 1500-1800 méter távolságból kilőttek, majd egy továbbit, többet pedig súlyosan megrongáltak. Egy Tiger-t menetképtelenné tettek, lánctalpa megsérült.
Március 8-án 7,5 cm PaK 40-esekkel ismét kilőttek kettő, majd még egy ISZ–1-et.
Március 15-én Umany térségében öt harckocsit lőttek ki FlaK 88-asokkal, hármat pedig elhagytak műszaki problémák miatt. Német állítások szerint az egyik jármű 90 mm-es test-oldalpáncélját schwere Panzerbüchse 41-gyel is átlőtték (valószínűleg kevesebb mint 100 méter távolságból).
Március 16-án újabb összecsapás zajlott le Tigerekkel szemben, melyben egy ISZ–1 kiégett, a továbbiakat jelentősen megrongálták, illetve mozgásképtelenné tették.
Kezdeti harctéri kudarcai ellenére a szovjet vezetés mégis jelentős fejlesztési potenciált látott benne. Mivel csak kis mennyiségben gyártották rövid idő alatt, és több harctéri körülmények között megsemmisült 1944 tavaszán, így sohasem játszott jelentős szerepet 1944-ben. Az 1943 augusztusában indított szovjet offenzívákban a tervezőknek harcászati tapasztalatokat kellett szerezniük a nagyobb teljesítményű ágyúk kifejlesztéséhez, gyakorlatilag az ISZ–1 egy köztes megoldás lett csupán az ISZ–2 1944 tavaszi hadrendbe állításáig. A megmaradt járműveket kijavították, vagy átépítették és prototípusául szolgáltak az ISZ–2-nek.

## Fordítás
- Ez a szócikk részben vagy egészben  az   IS-1 (Panzer) című német Wikipédia-szócikk ezen változatának fordításán alapul.  Az eredeti cikk szerkesztőit annak laptörténete sorolja fel. Ez a jelzés csupán a megfogalmazás eredetét és a szerzői jogokat jelzi, nem szolgál a cikkben szereplő információk forrásmegjelöléseként.